# 法瓦拉 (萨拉戈萨省)

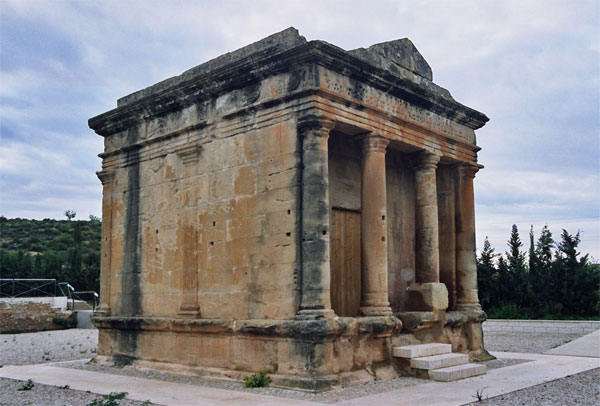
法瓦拉陵墓

法瓦拉，是西班牙阿拉贡自治区萨拉戈萨省的一个市镇。 总面积102平方公里，总人口1230人（2001年），人口密度12人/平方公里。